# Czas hawajsko-aleucki
Czas hawajsko-aleucki (ang. Hawaii-Aleutian Standard Time, HST) – strefa czasowa, odpowiadająca czasowi słonecznemu południka 150°W, który różni się o 10 godzin od uniwersalnego czasu koordynowanego (UTC-10).
W strefie znajdują się Hawaje oraz część Wysp Aleuckich.
W okresie letnim na Wyspach Aleuckich czas standardowy zastępowany jest czasem letnim (Hawaii-Aleutian Daylight Time, HDT) przesuniętym o jedną godzinę (UTC-9).